# Niels Christian Frederiksen
Niels Christian Frederiksen (født Friderichsen, 23. maj 1840 på Fuglsang, Lolland, død 4. november 1905 i København) var en dansk økonom og politiker, søn af landmand Johan Ditlev Friderichsen.
Frederiksen blev student fra Sorø Akademi 1857, fik Københavns Universitets guldmedalje i 1859 og statsvidenskabelig eksamen 1862. Han blev i 1865 docent og i 1867 professor.
Han skrev for Fædrelandet og var ivrig skandinav, men skilte sig på flere punkter fra det nationalliberale parti.
Han blev i 1865 gift med D.G. Monrads datter, Ada Maria Monrad, og købte samme år af Monrad ejendommen Hummeltofte ved Frederiksdal. Han blev 1866 medlem af Folketinget for Højre, valgt for Maribo Amts 2. kreds. Siden blev han valgt for Venstre, indtil han 1877 nedlagde sit mandat, efter at han var gået konkurs. I begyndelsen af 1870'erne var han blandt lederne i den politiske gruppering Mellempartiet, der i en periode var det største parti i Folketinget.
Han skrev som liberal økonom en del tidsskriftsartikler og afhandlinger.
Han var idemand til og medstifter af Landmandsbanken, den senere Danske Bank, hvor han bliver medlem af bestyrelsen. I 1870 købte Frederiksen godset Prinsnäs i Sverige, hvilket følges op af køb af yderligere to svenske godser. I forbindelse med godserne etablerer Frederiksen flere virksomheder i Sverige, blandt andet en tændstikfabrik. I 1873 stiftede Frederiksen sammen med sine to brødre Sukkerfabrikken "Laaland", der påbegynder produktion af sukker på grundlag af sukkerroer på Lolland. Virksomheden er en pionervirksomhed. Den starter sin virksomhed kort efter, at den første danske fabrik til bearbejdning af sukkerroer er blevet åbnet i Odense af De Danske Sukkerfabrikker. I 1876 stifter Niels Christian Frederiksen en ny bank, Centralbanken, formentlig i et forsøg på at rejse yderligere finansiering til sine forretningsaktiviteter.
I 1877 bryder Frederiksens erhvervsaktiviteter sammen, og det kommer til konkurs både i Fabrikken Lolland og i de svenske skovvirksomheder. Også Centralbanken og Niels Christian Frederiksen personlig går konkurs. Konkurserne medfører store tab for den vigtigste kreditor Industribanken. I forbindelse med konkurserne er der voldsom kritik af Niels Christian Frederiksen, der beskyldes for at have givet vildledende oplysninger og brudt sine løfter.
Frederiksen mister i 1876 over kort tid 3 børn. Han må nedlægge sit folketingsmandat og tager i 1877 sin afsked som professor. Han rejser til Amerika, hvor han har held til at etablere en ny, endnu større, virksomhed. Også denne virksomhed bryder sammen, og Frederiksen gribes i svindel. Niels Christian Frederiksen vender i 1889 tilbage til Europa og er bosat først i London og Paris, dernæst i Danmark.